# Spodobiwka
Spodobiwka (ukr. Сподобівка) – wieś na Ukrainie, w obwodzie charkowskim, w rejonie kupiańskim. W 2001 liczyła 542 mieszkańców, spośród których 485 posługiwało się językiem ukraińskim, 29 rosyjskim, a 28 innym.